# Iridomyrmex mimulus
Iridomyrmex mimulus é uma espécie de formiga do gênero Iridomyrmex.